# Marc Joseph Marion du Fresne

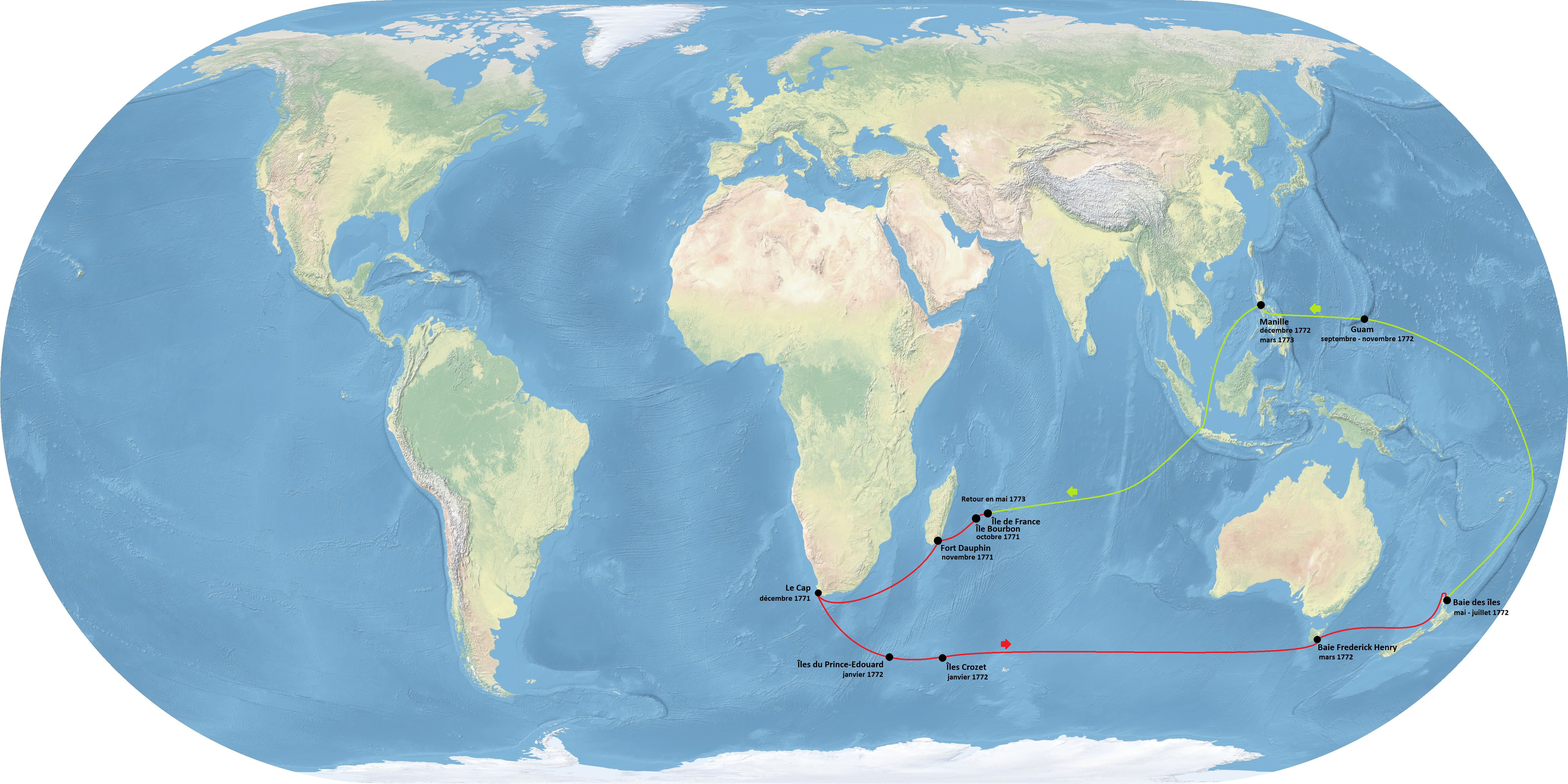
Mapa ostatniej podróży du Fresne z lat 1771-1773 (trasa statków po jego śmierci zaznaczona na zielono)

Marc Joseph Marion du Fresne (ochrzczony 22 maja 1724 w Saint-Malo, zm. 12 czerwca 1772 w Bay of Islands w Nowej Zelandii) – francuski żeglarz, odkrywca i kupiec. 
Urodził się w rodzinie armatora Juliena Mariona i Marie Seraphique z domu Le Fer de la Lande. Zamustrował się na statek w wieku 17 lat. Brał udział w wojnie o sukcesję austriacką dowodząc okrętem korsarskim Prince de Conty. Po wojnie pracował dla Francuskiej Kompanii Wschodnioindyjskiej, żeglując po Oceanie Indyjskim oraz wzdłuż wybrzeży Afryki i Chin. Kolejny raz wziął udział w działaniach wojennych w trakcie wojny siedmioletniej. Następnie powrócił na Ocean Indyjski, a w 1768 zamieszkał na wyspie Mauritius. W październiku 1771 wyruszył na wyprawę dwoma żaglowcami - swoim statkiem Marquis de Castries oraz statkiem Mascarin celem m.in. zbadania południowego Pacyfiku. W trakcie podróży dotarł na Wyspy Księcia Edwarda 13 stycznia 1772, a 21 stycznia jako pierwszy Europejczyk odkrył Wyspy Crozeta, zajmując je w imieniu Francji. Na początku marca, jako pierwszy Francuz, dotarł na Tasmanię i przypuszczalnie jako pierwszy Europejczyk zetknął się z tamtejszą ludnością, chociaż spotkanie to zakończyło się atakami Aborygenów i koniecznością odpłynięcia do Nowej Zelandii. Dotarł tam w czerwcu 1772 i wpłynął do Bay of Islands na Wyspie Północnej. Przy próbie lądowania du Fresne wraz z grupą swoich marynarzy został zabity przez Maorysów. Statki i część załogi ocalała, powracając na Mauritius w kwietniu roku następnego. Prowadzone przez oficera wyprawy Juliena Crozeta notatki, wydane w 1783, są do dziś ważnym materiałem do poznania życia ówczesnych Aborygenów tasmańskich oraz Maorysów. 
Du Fresne był żonaty od 1756, gdy we Francji pojął za żonę Julie Bernardine Guilmaut de Beaulieu. O dzieciach brak danych.